# Maksim Valadzko
Maksim Valadzko (em bielorrusso: Максiм Валадзько; russo: Максим Володько (Maksim Volodko); Minsk, 10 de novembro de 1992) é um futebolista profissional bielorrusso que atua como lateral-esquerdo. Atualmente, joga no Tambov, da Rússia.

## Carreira
Em 12 de janeiro de 2019, Valadzko assinou com o Arsenal Tula, da primeira divisão russa. Estreou em 4 de maio do mesmo ano, numa vitória sobre o Lokomotiv Moscou por 2–0, entrando no minuto 76. Deixou o Arsenal Tula em 31 de julho de 2020.
Em 14 de outubro de 2020, Valadzko foi contratado pelo Tambov.

### Carreira internacional
Valadzko fez sua estreia na Seleção Bielorrussa de Futebol em 18 de novembro de 2014, na vitória em casa por 3–2 sobre o México em um amistoso, jogando 76 minutos.

## Títulos

### BATE Borisov
- Vysshaya Liga: 2009, 2011, 2013, 2014, 2015, 2016, 2017, 2018
- Copa da Bielorrússia: 2014–15
- Super Copa da Bielorrússia: 2013, 2014, 2015, 2016, 2017

## Gols internacionais
| N | Data                 | Estádio                              | Adversário    | Placar | Resultado | Competição                                           |
| - | -------------------- | ------------------------------------ | ------------- | ------ | --------- | ---------------------------------------------------- |
| 1 | 31 de maio de 2016   | Turness Cross, Cork, Irlanda         | Irlanda       | 2–0    | 2–1       | Amistoso                                             |
| 2 | 7 de outubro de 2017 | Borisov Arena, Borisov, Bielorrússia | Países Baixos | 1–1    | 1–3       | Eliminatórias da Copa do Mundo FIFA de 2018 - Europa |